# Julius Lehmann (kemist)
Julius  Alexander Lehmann, född 4 juli 1825 i Dresden, död där 12 januari 1894, var en tysk agrikulturkemist.
Lehmann var professor i agrikulturkemi vid tekniska högskolan i München och föreståndare för den agrikulturkemiska försöksstationen i samma stad. Han tog avsked 1879 och bosatte sig i sin födelsestad, där han fortsatte sina arbeten, av vilka kan nämnas undersökningar över kasein- och fettmätningar i mjölk samt över mätning av löslig fosforsyra i superfosfat. Han upptäckte urinämnes fosfat.